# Ванікоро
Ванікоро (англ. Vanikoro) — острів у Тихому океані, належить до островів Санта-Крус. Адміністративно входить до складу провінції Темоту, що є найсхіднішою територією держави Соломонові Острови.

## Географія
Географічні координати: 11°62' південної широти, 166°97' східної довготи.
Власне, як такого острова Ванікоро не існує, а під цією назвою розуміють кілька дуже близько розташованих островів: Бані (найбільший), другий за величиною Теваі, що лежить на схід від Бані, і відокремлений від нього дуже вузькою протокою, а також дрібний острівець Нанунга на кільцевому рифі, що оточує два вищезгадані.
Загальна площа всіх островів — близько 173 км²; найвища точка — гора Бані на однойменному острові (923 метри над рівнем моря).
Ванікоро сформований завдяки вулканічній діяльності, і в його геологічній структурі добре помітні старі потоки лави.
Всі острови вкриті щільним лісом, за виключенням ділянки на північному заході о. Бані розміром приблизно 4.5 на 1.3 км. Свого часу на Ванікоро росла найбільша на Соломонових островах кількість цінної породи дерев — агатису тихоокеанського (Agathis macrophylla), але зараз вони майже вирубані.
Річна норма опадів на Ванікоро становить більше ніж 5000 мм. На островах Бані та Теваі існують кілька річок, найбільші з яких Лоренс, Еспріт та Комбі.

## Історія
Перші поселення на острові виникли близько 200 року нашої ери, і були засновані меланезійцями. У 18 столітті полінезійці з о. Тікопіа висадились на Теваі, але згодом (хоча і через багато років) покинули його, витіснені меланезійцями з Бані.
В 1788 році на Ванікоро зазнала катастрофи експедиція французького мореплавця Лаперуза. Один з його кораблів, «Бусоль», розбився на кільцевому рифі, при цьому загинула більша частина команди. Другий корабель, «Астролябія», також розбився, але більша частина команди вціліла, і змогла потім побудувати невеликий корабель з його уламків та відплисти з Ванікоро. Двоє моряків з команди Лаперуза лишились на Ванікоро і жили там до початку 1800 років.
Під час Другої світової війни прохід Ділона в східній частині о. Бані використовувався як база для гідропланів.
Острів Ванікоро згадується в романі Жуля Верна "20000 льє під водою".

## Населення
Зараз населення Ванікоро налічує, відповідно до різних джерел, від 600 до 800 осіб, з наступним національним складом:
- Меланезійці — 94,2 %
- Полінезійці — 3,7 %
- Мікронезійці — 1,4 %
- Європейці — 0,4 %
- Азіати — 0,2 %
- Інші — 0,1 %

Полінезійці на Ванікоро всі користуються полінезійською мовою (тікопін або факатікапіа), в той час як у місцевих меланезійців у використанні три різних мови: теану (близько 500 носіїв), ловоно та танема. Останні дві є вмираючими, позаяк кожною з них користуються лише кілька літніх людей. Всі три меланезійські мови належать до океанійської групи австронезійської мовної родини, але визначення їхнього точного походження потребує додаткових досліджень, особливо з точки зору оцінки впливу тих папуаських мов, що зараз вже не існують.
Кількість населення на Ванікоро історично коливалась в широких межах. В 1828 році, при висадках на острові екіпажів Ділона та Дюмон-Дюрвіля там було близько 1200 мешканців; в 1831 році — лише 56. Основними факторами, що призвели до скорочення популяції, були занесені європейцями хвороби, до котрих місцеві жителі не мали імунітету, а також надання аборигенам вогнепальної зброї.
Починаючи з 1831 року, населення острова безперервно зростало, доки не стабілізувалося протягом останніх 20-30 років.
Зараз населення Ванікоро розподілене серед восьми селищ, сім з яких знаходяться на о. Бані, і одне — на Теваі.

## Економіка
Основними експортними ресурсами Ванікоро є риба, молюски, копра, пальмова олія, боби какао, в меншій мірі — деревина.
Імпортуються машини, паливо, медикаменти, риболовні снасті, товари повсякденного вжитку (одяг, посуд, напої тощо). Офіційною валютою на острові є долар Соломонових островів, але у великій мірі розвинений і натуральний обмін.